# DémoNahrávky
DémoNahrávky (podle první písně také zvané Orel a panna) je první demo kapely Traband. Nahráli ho ve své původní trojčlenné sestavě (Jarda Svoboda – kytara, foukací harmonika, mandolína (č. 2), zpěv; Michal Kliner – baskytara, Václav Pohl – bicí). V písni Orel a panna na banjo již hraje nový člen kapely Evžen Kredenc. V písni Sáro! (č. 8), nahrané v Plzni, hostuje na kytaru Přemysl Haas, což je po téměř deseti letech připomenuto v živé nahrávce skupiny 10 let na cestě, kde svůj part Přemysl Haas opět zahraje.

## Seznam písní
1. Orel & panna
2. Marie!
3. Nezdárný syn
4. O malém rytíři
5. Sáro!
6. A loď pluje
7. Ranní rány
8. Sáro!

Písně Orel a panna, Nezdárný syn (původně z repertoáru Otcových dětí), Sáro! a Ranní rány vyšly o rok později na prvním albu Trabandu O čem mluví muži. A loď pluje vyšla na Kolotoči (2000), písně Marie! a O malém rytíři vyšly až na Hyjé! (2004).

## Podrobnosti o nahrávkách
Nahráno a smícháno 24. října 1996 v Českém rozhlasu v Praze (č. 1 a 2), 22. října 1995 v klubu Mlejn v Praze (č. 3 – 7) a 3.–4. února 1996 ve studiu Avik v Plzni (č. 8).